# シロオビアゲハ
シロオビアゲハ（白帯揚羽、学名：Papilio polytes）は、アゲハチョウ科に分類されるチョウの1種。
成虫は前翅長50mm前後、開張約7 - 8cmほど。他のアゲハチョウ類に比べると小型である。和名は後翅に白い斑点が列を成していて、翅を縦断する白い帯模様を形成することに由来する。
インドから東南アジアの熱帯域に広く分布し、日本ではトカラ列島、中之島以南の南西諸島に分布する。沖縄地方では普通に見られ、八重山諸島では通年、奄美群島でも2月中旬 - 11月下旬に見られる。年に5 - 6回発生する多化性である。ハイビスカスなどの赤い花によく訪花し、荒地や林、海岸などでも飛ぶ姿が見られる。
幼虫はシークヮーサー（ヒラミレモン）やサルカケミカン、ハマセンダンなどのミカン科各種を食草とし、しばしば害虫として扱われる。幼虫はミカン科各種を食草にする他のアゲハチョウ属と同じく、1 - 4令までが鳥の糞のような色で、5令になると緑色になる。危険を感じると赤色の臭角を出す。

## ベニモン型について

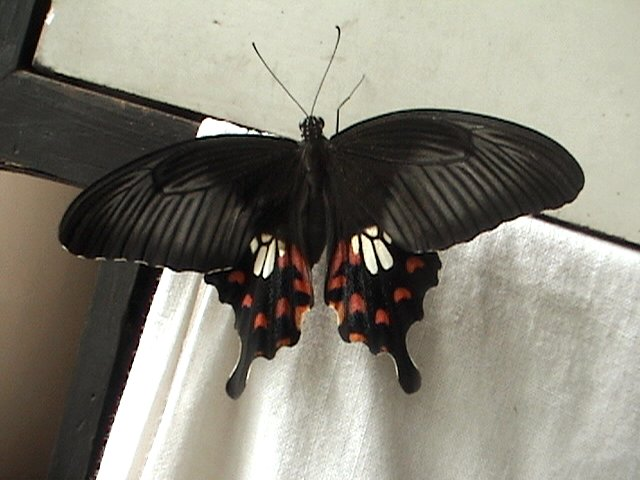
シロオビアゲハのベニモン型のメス

シロオビアゲハの雌は遺伝的に2型がある。雄と同じく後翅に白い帯がある「通常型」（白帯型、I型、f. cyrusとも）、そしてもう1つが、後翅に白い帯に加えて赤色の斑点がある「ベニモン型」（赤紋型、II型、f. polytesとも）である。
同じ南方系の蝶であるベニモンアゲハは、幼虫時代にウマノスズクサ科の植物を食草にして育ち、成虫になっても体の中にウマノスズクサの毒素が残留している。このためベニモンアゲハを捕食者（主に鳥類）が捕食すると中毒を起こし、胃の中のものを殆ど吐き出してしまい、以後はベニモンアゲハを捕食しようとしなくなる。
シロオビアゲハは本来無毒の生物だが、ベニモンアゲハに体色を似せることで、敵から身を守っていると考えられる（ベイツ型擬態）。